# يو إف سي 241
يو إف سي 241: كورمييه ضد ميوتيتش 2 (بالإنجليزية: UFC 241: Cormier vs. Miocic 2)‏ هو حدث لفنون القتال المختلطة نظمته يو إف سي، أُقيم في 17 أغسطس 2019، على هوندا سنتر في آناهايم، كاليفورنيا، الولايات المتحدة.